# Мевхибе Кадын-эфенди
Мевхибе́ Кады́н-эфе́нди (тур. Mevhibe Kadın Efendi; 6/16 августа 1835, Тифлис — 21 февраля 1936 (?), Стамбул) — главная жена (Башкадын-эфенди) османского султана Мурада V.

## Имя
Турецкий мемуарист Харун Ачба в своей книге «Жёны султанов: 1839—1924» указывает именем главной жены Мурада V «Элеро́н Мевхибе́» (тур. Eleron Mevhibe), отмечая, что «Мевхибе́» было именем, данным ей при рождении, а в архивных документах встречается вариант «Элару Мевхибе» (тур. Elaru Mevhibe). Энтони Алдерсон в труде «Структура Османской династии» называет её именем «Элеру́» (тур. Eleru), ставя под вопрос имя «Мевхибе́». Турецкий историк Чагатай Улучай в книге «Жёны и дочери султанов» называет её именем «Мевхибе́», указывая возможным вторым именем «Элру́» (тур. Elru). Турецкий историк Недждет Сакаоглу в труде «Султанши этого имущества» называет её «Мевхибе́ Элару́» (тур. Mevhibe Elaru), отмечая, что Йылмаз Озтуна писал, что изначально её именем было «Эларо́н» (тур. Elaron), но позднее трансформировалось в персидский вариант «Элару́».

## Биография
Мевхибе родилась 6 или 16 августа 1835 года в Тифлисе; при этом, Сакаоглу отмечает, то 1835 год — лишь предполагаемая дата рождения Мевхибе. По мнению Харуна Ачбы, родилась она в знатной грузинской семье Ахмед-бея Тарканишвили. Помимо Мевхибе в семье был по меньшей мере ещё один ребёнок — сын Халиль-бей, служивший в штабе султанских конюшен; дочь Халиля, Гюльтер, позднее станет одной из жён шехзаде Мехмеда Селахаддина-эфенди, сына султана Мурада V от второй жены Рефтарыдиль Кадын-эфенди.
По мнению Ачбы, Мевхибе была отдана во дворец в раннем возрасте и воспитывалась в доме одной из султанских сестёр. 2 января 1857 года во дворце Долмабахче Мевхибе стала первой женой будущего султана Мурада V. Сакаоглу пишет, что 2 января 1857 года — это дата, когда Мевхибе вошла в гарем наследника, то есть она означает лишь начало отношений наложницы с будущим султаном. Брак оставался бездетным. Зия Шакир, редактор мемуаров Филизтен Ханым-эфенди, отмечает, что несмотря на бездетность Мевхибе, когда Мурад V стал султаном, он назвал её своей главной женой — «Башкадын-эфенди».
Мурад V взошёл на престол в 1876 году, однако правил всего 93 дня и в виду психической болезни 30 августа 1876 года был смещён. 31 августа 1876 года бывший султан с семьёй и слугами под конвоем был отправлен во дворец Чыраган. Мевхибе отправилась в заточение вместе с мужем и провела в нём почти 28 лет. В этот период Мевхибе, после смерти матери Мурада Шевкефзы-султан в 1889 году возглавившая гарем мужа, писала много писем и прошений султану Абдул-Хамиду II, прося помощи в решении финансовых и других вопросов домочадцев бывшего султана. Самыми частыми были письма с просьбой отправить в Чыраган табак и фрукты. Кроме того, по версии Ачбы, именно Мевхибе в письме от 5 сентября 1904 года сообщила султану о смерти Мурада V; Сакаоглу, ссылаясь на Узунчаршылы, подтверждает эту версию. 
После смерти мужа Мевхибе покинула Чыраган и поселилась в собственном особняке в Шишли. Она почти не выходила на улицу, а во время войны за независимость, когда англичане оккупировали Стамбул, полностью оборвала все контакты с внешним миром. Фактически, Мевхибе вновь оказалась в заточении — на этот раз в добровольном. Единственным увлечением её во вдовстве стал сад, где она проводила много времени и ухаживала за цветами. Со временем, когда в силу преклонного возраста Мавхибе стало тяжело ходить, забота о ней была поручена её верным слугам. Кроме того, в отличие от жён султанов, связанных с ними кровными узами через детей, Мевхибе не попала в списки принудительной депортации в 1924 году и смогла остаться в своём доме в Стамбуле как обычная гражданка страны.
Ачба пишет, что Мевхибе скончалась в своём доме в Шишли 21 февраля 1936 года и стала одной из самых долго живших жён султанов в истории Османской империи. Однако Сакаоглу пишет, что это лишь предполагаемая дата, а достоверно определить реальную дату невозможно. Он ссылается на то, что в мемуарах «28 лет во дворце Чыраган: Жизнь Мурада V», которые в 1930-х годах редактировал историк и журналист Зия Шакир, он пишет, что Мевхибе «скончалась год назад». При этом, Сакаоглу не отрицает того факта, что Мевхибе умерла в возрасте около ста лет. Неизвестно и место захоронения Мевхибе, поскольку её могилы нет ни в одной из гробниц династии, однако Сакаоглу предполагает, что она могла быть похоронена на кладбище в Ортакёе.

## Личность и внешность
Ачба пишет, что по слухам Мевхибе была высокой, пухлой, красивой женщиной с карими глазами. Она одевалась по-европейски и наслаждалась своей жизнью. Поскольку она жила долго, те, кто её хорошо знал, говорили, что она была прекрасна в своё время. Но при этом она имела скверный нрав, была очень сварливой и вспыльчивой женщиной.
Шакир так пишет о Мевхибе: «У Элару было достаточно достоинств, чтобы занять главный пост. Раньше она была красива. Под её чёрными бровями сияли чёрные глаза, а сияющая улыбка придавали неотразимый блеск её чистому белому лицу. И это ясное белое лицо заливалось нежно-розовым цветом, стоило только ей заговорить. Она была очень умна и очень наивна. Человеку, встретившемуся и разговаривавшему с ней, невозможно было не поддаться её чарам. Пока она была заключена во дворце Чыраган, она проявил полную верность своему господину. После провозглашения второй конституции она приобрела дом в Шишли возле фабрики Бомонти, удалилась туда и жила затворнической жизнью».